# Gotta Let You Go
Gotta Let You Go is een nummer van zangeres Dominica uit 1995. Het is het tweede en tevens het laatste muziekalbum dat Dominica heeft laten uitgeven.
Het nummer haalde in Duitsland en Nederland de hitlijsten. In de Nederlandse Top 40 haalde het de 34e positie. Het is daarna nog enkele keren heruitgegeven in Nederland en elders. Er is een videoclip voor het nummer uitgegeven. In 2015 werd een bewerkte versie van het nummer uitgegeven door het Britse EDM-duo Bicep.